# Batman : L'Alliance des héros (jeu vidéo)
Pour la série animée basé sur les comics DC, voir Batman : L'Alliance des héros.
Batman : L'Alliance des héros (Batman: The Brave and the Bold - The Videogame) est un jeu vidéo d'action-aventure développé par Wayforward Technologies et édité par Warner Interactive en 2010 sur Wii et Nintendo DS.
Comme son titre l'indique, il s'agit d'une adaptation en jeu vidéo de la série animée du même nom, Batman : L'Alliance des héros.

## Synopsis
Après avoir capturé Double-Face, Batman et Robin suivent la piste d'un voleur...

## Système de jeu

### Personnages
| Liste de personnages jouables |
| --- |
| - Batman - Double-Face - Robin - Catwoman - Green Lantern (Guy Gardner) - Green Lantern (Hal Jordan) - Sinestro - Hawkman - Green Arrow - Aquaman - Kilowog - Black Canary - Plastic Man - Red Tornado - Captain Marvel - Le Roi du Temps - Gorilla Grodd - Bat-Mite - Wildcat - Black Lightning - Blue Beetle - Flash (Jay Garrick) - Officier de Police, recrues du Green Lantern Corps & Sbires |